# Hidroelectricitate

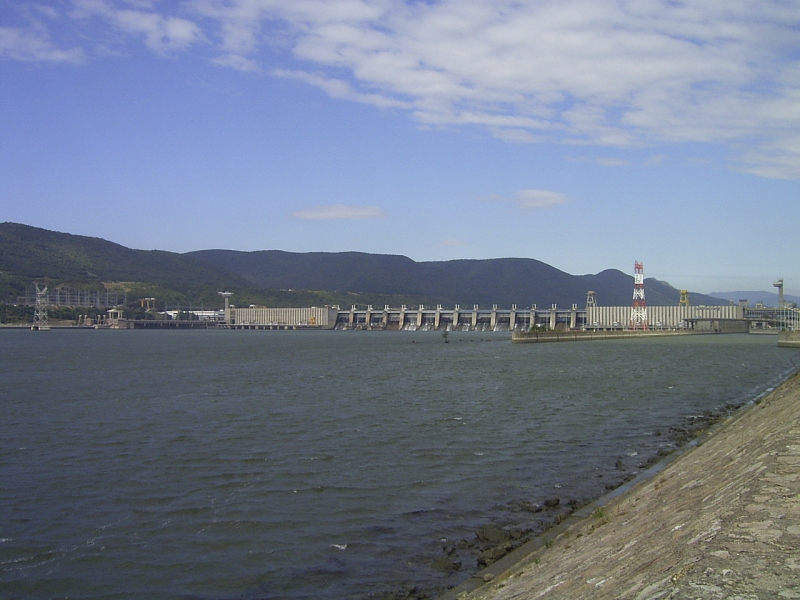
Hidrocentrala Porțile de Fier I

Hidroelectricitatea este electricitatea dobândită prin energie hidraulică. În 2015, energia hidraulică genera 16.6% din totalul electricității.

## Vezi și
- Hidroelectrica